# شهرستان دکیتر (جورجیا)
شهرستان دکیتر (به انگلیسی: Decatur County, Georgia) یک شهرستان در ایالات متحده آمریکا است که در جورجیا واقع شده‌است.